# 대한민국 국적법
대한민국 국적법(大韓民國國籍法)은 대한민국의 국적에 관련한 법이다. 원래 부계 혈통주의였지만 1998년 6월 14일부터 부모 양계혈통주의로 전환하였다. 현재 국적법상 부모 양계혈통주의(父母兩系血統主義)에 따라 부모 중 한 사람만 한국 국적이면 그 자녀는 출생 국가와 상관없이 한국 국적이 부여 된다. 또한 귀화 제도를 운영하고 있으며, 귀화는 5년 이상 거주하는 것이 필요하다. 결혼 이민자와 성인일 때 입양한 자에 대해서는 간이귀화 제도를 두고 한국인의 혈통을 가진 외국인, 한국인이 입양한 아동에 대해서는 특별귀화제도를 두어 귀화 요건이 완화된다. 대한민국 국적법상 특별이민비자 제도는 존재하지 않는다.
국적법상 특별공로자 제도가 있다. 특별공로자는 일반 귀화 요건을 갖추지 않아도 대한민국의 국적을 쉽게 얻을 수 있으며, 출입국관리법에 따르면 '대한민국 법령을 준수하는 등 품행이 단정'한 것만 확인되면 영주 자격을 취득할 수 있다. 그러나, 특별공로자로서 특별귀화가 인정된 사례는 1948년 국적법 시행 이후 단 9명에 그칠 정도로 드물며, 거의 인정되지 않는 제도다.
2018년 12월 10일, 영주권 전치주의가 시행되었다. 그동안 한국은 영주권 개념이 미흡했고, 시민권인 국적을 부여하느냐 마느냐에만 관심을 두었다. 미국 등의 국가에서는 대부분 영주권과 시민권의 제도를 시행중이고, 시민권을 취득하기 위해서는 먼저 영주권을 취득해야만 하는 영주권 전치주의를 시행중이다.

## 같이 보기
- 한국인
- 조선민주주의인민공화국 국적법